# ديربي الأندلس
ديربي الأندلس أو ديربي إشبيلية هو ديربي كرة القدم الذي يجمع ما بين الناديين الإسبانيين الواقعين بمدينة إشبيلية عاصمة الأندلس، إشبيلية و‌ريال بيتيس.